# 東千葉駅

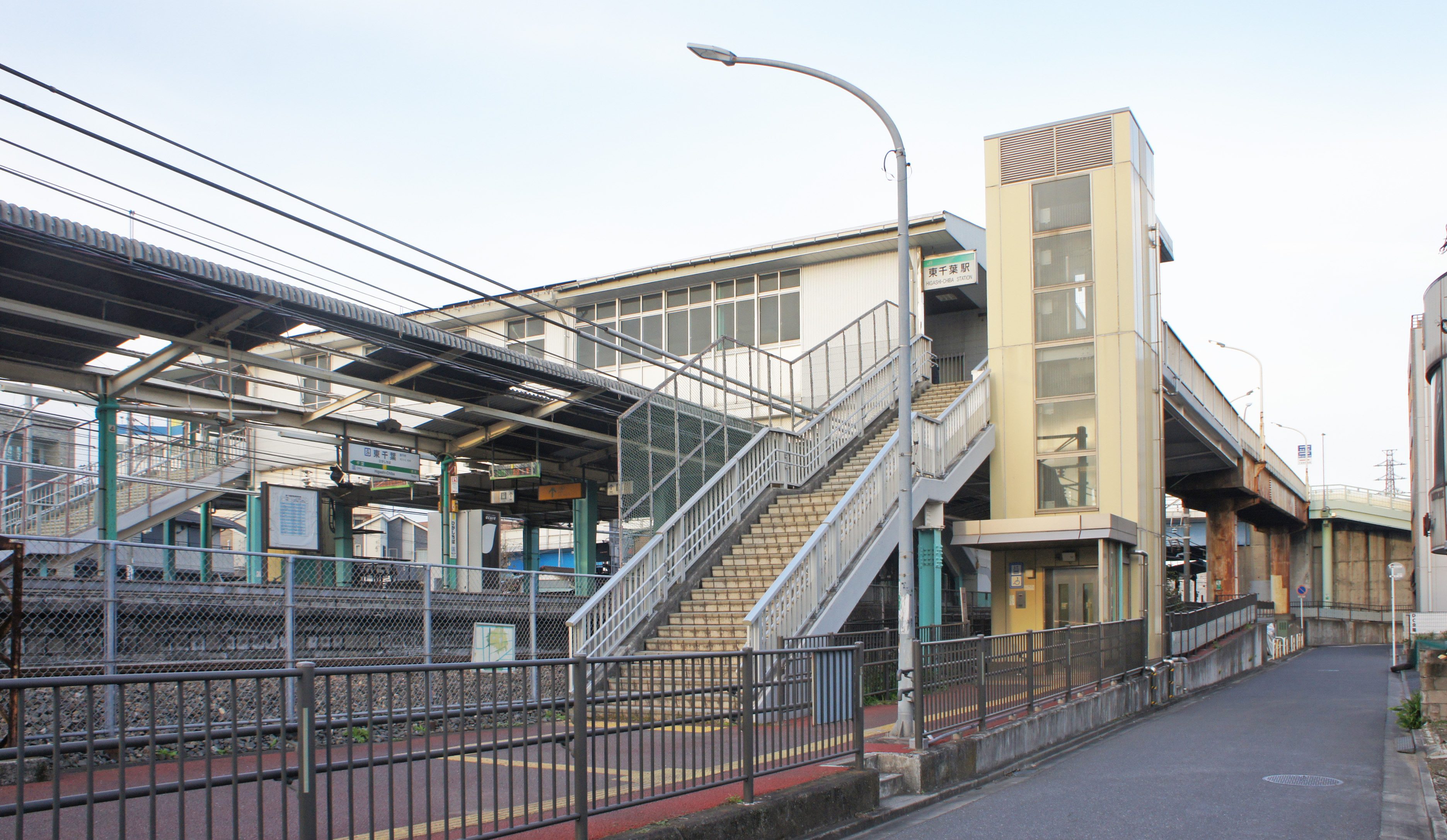
南口（2019年12月）

東千葉駅（ひがしちばえき）は、千葉県千葉市中央区要町にある、東日本旅客鉄道（JR東日本）総武本線の駅である。佐倉駅から成田線に乗入れる列車も停車する。駅番号はJO 29。

## 歴史
- 1963年（昭和38年）4月28日：房総東線のスイッチバック解消のため千葉駅を西千葉寄りに0.8 km移転。
- 1965年（昭和40年）12月20日：移転以前の旧千葉駅構内の銚子側に国鉄の駅として東千葉駅新設、旅客のみ取扱[1][新聞 1]。
- 1987年（昭和62年）4月1日：国鉄分割民営化に伴い、東日本旅客鉄道（JR東日本）の駅となる[2]。
- 1995年（平成7年）6月27日：自動改札機を設置し、供用開始[3]。
- 2001年（平成13年）11月18日：ICカード「Suica」の利用が可能となる[報道 2]。
- 2008年（平成20年）
  - 3月18日：南口にエレベーター設置[新聞 2]。
  - 12月25日：北口にエレベーター設置[新聞 3]。
- 2019年（令和元年）9月9日：令和元年房総半島台風（台風15号）による強風の影響で、駅舎の屋根が破損する被害を受ける[新聞 4]。

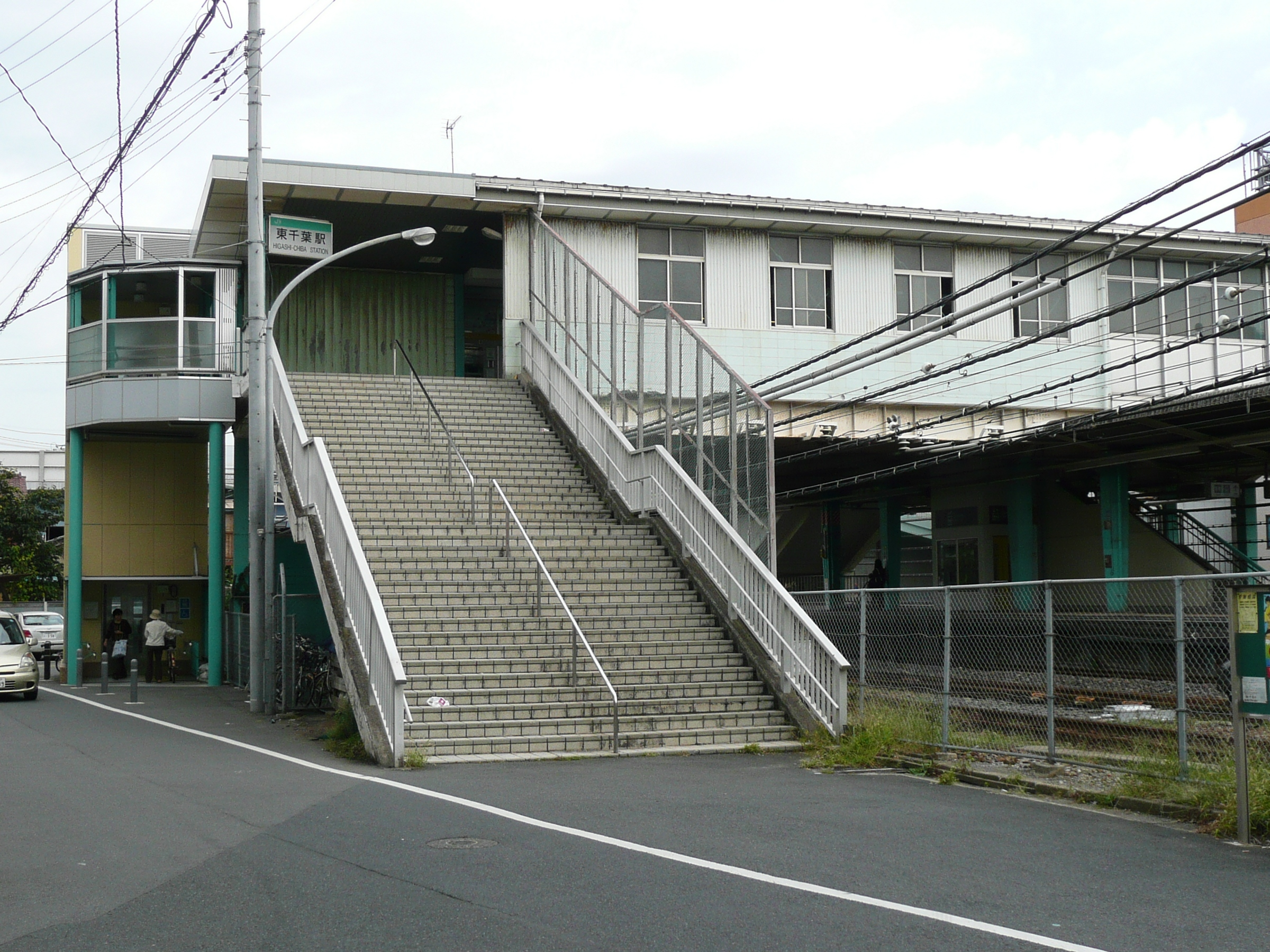
駅ホーム屋根破損前の北口（2011年10月）
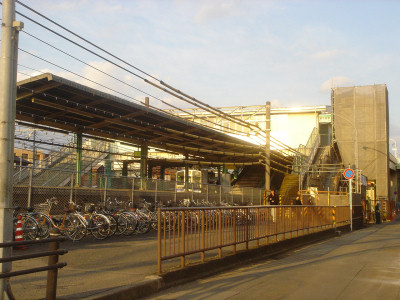
エレベーター設置前の南口（2008年2月）

## 駅構造
島式ホーム1面2線を有する地上駅で、橋上駅舎を備える。南口と北口間は自由通路となっており、南口と北口両方にエレベーターが設置されている。
千葉統括センター（千葉駅）管理の業務委託駅（JR東日本ステーションサービス受託）で、多機能券売機・自動改札機が設置されている。駅員は改札業務のみを行い、出札窓口は無い。

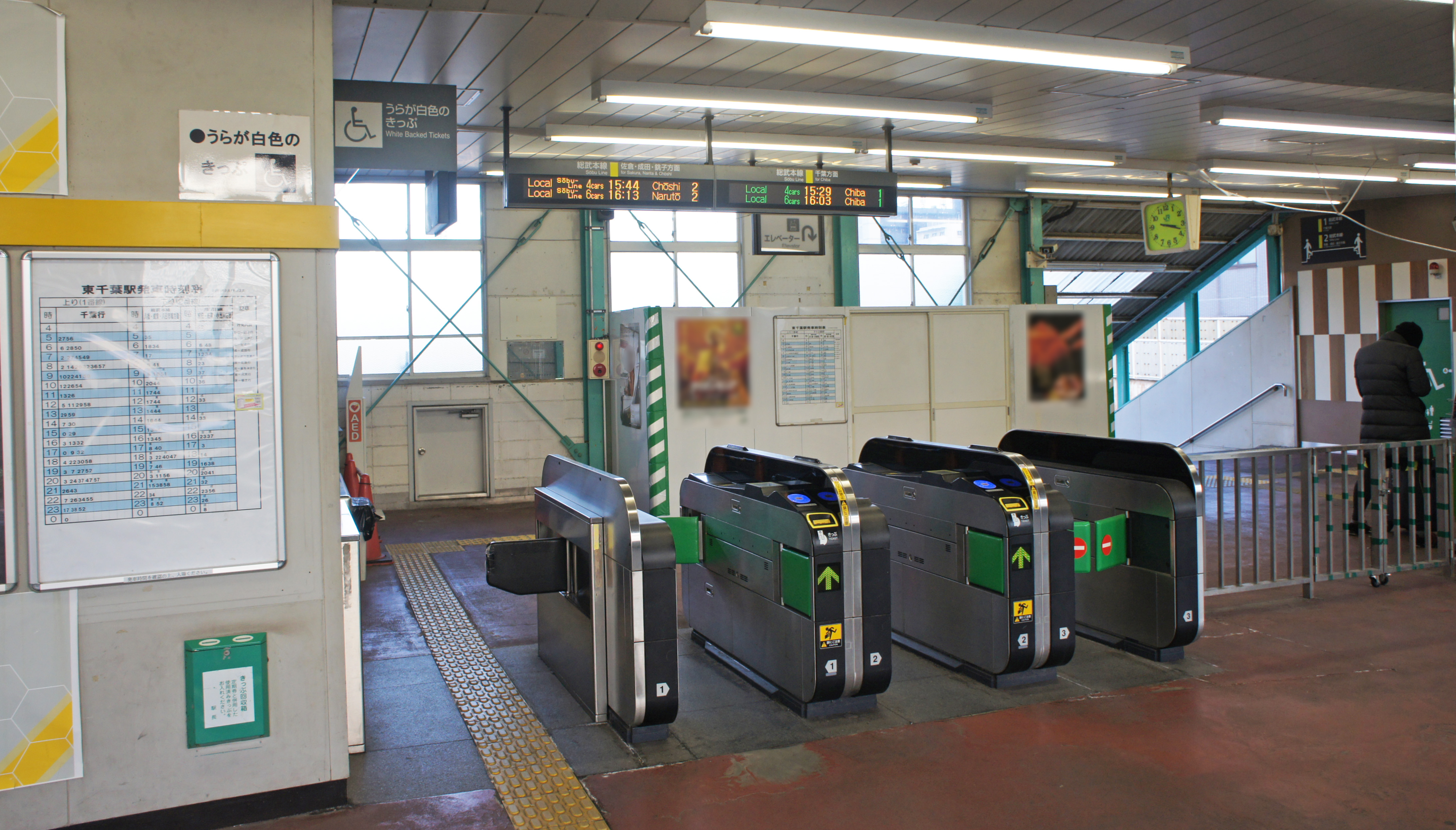
改札口（2019年12月）

### のりば
| 番線 | 路線       | 方向 | 行先                 | 備考                               |
| ---- | ---------- | ---- | -------------------- | ---------------------------------- |
| 1    | ■ 総武本線 | 上り | 千葉方面             | 旅客列車は全て千葉駅が終点となる。 |
| 2    | ■ 総武本線 | 下り | 佐倉・成田・銚子方面 |                                    |
| 2    | ■ 成田線   | 下り | 佐倉・成田・銚子方面 |                                    |

（出典：JR東日本:駅構内図）
- ホーム有効長は10両編成分あるが、定期列車では佐倉寄り2両分は使用していない。このため総武快速線・横須賀線直通列車は通過する。当駅から船橋・東京方面に向かう場合は次の千葉駅で乗換える必要がある。
- 2番線の脇には広大な留置線が設置されている。留置線は当駅を含め全て千葉駅構内であり、以前は千葉駅にある信号扱所で制御されていた。一部の貨物列車は、当駅を通らず留置線（千葉駅東1番線・東2番線）から直接発着していたが、現在は出発信号機・分岐器共に撤去されたため、千葉駅を通過する特急列車同様当駅を通過する。
- 自転車専用観光列車「B.B.BASE」は2019年以降千葉駅を通過して当駅に停車する。これは千葉駅構内では自転車を解体しての移動の必要が生じるためで、同様の理由で津田沼駅も通過となっている[4][5]。

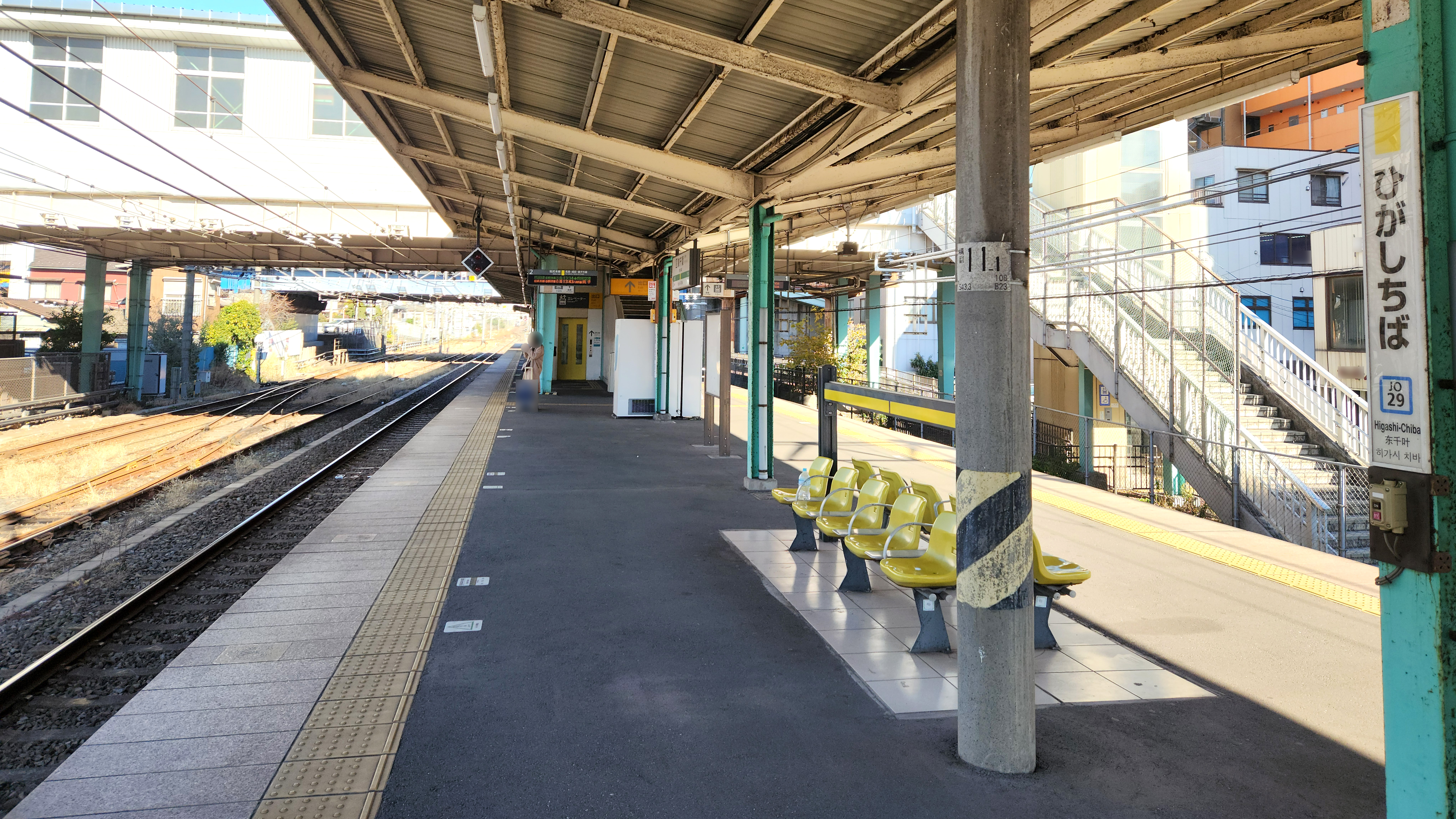
1・2番線ホーム（2023年12月）
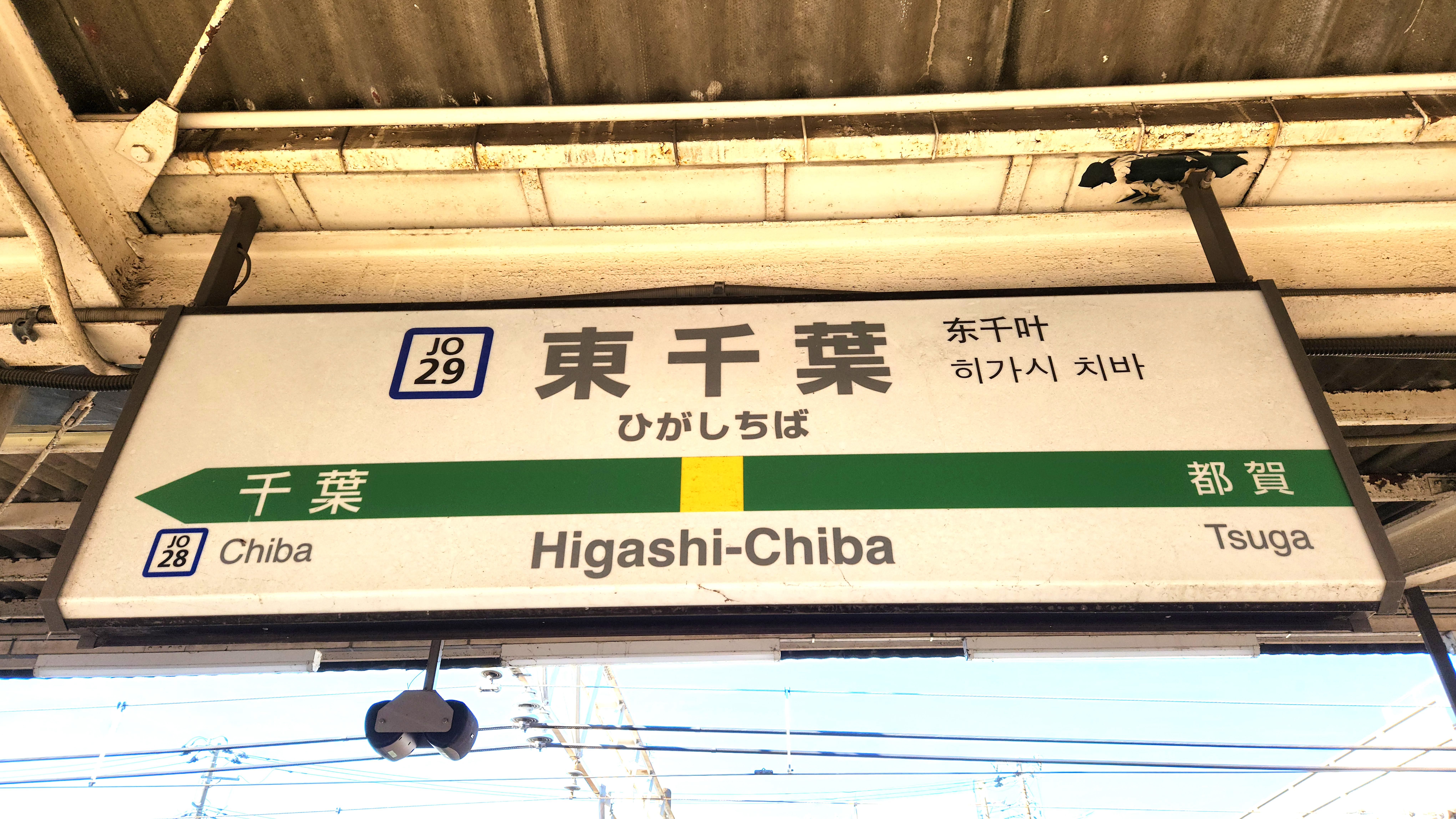
1番線駅名標（2023年12月）
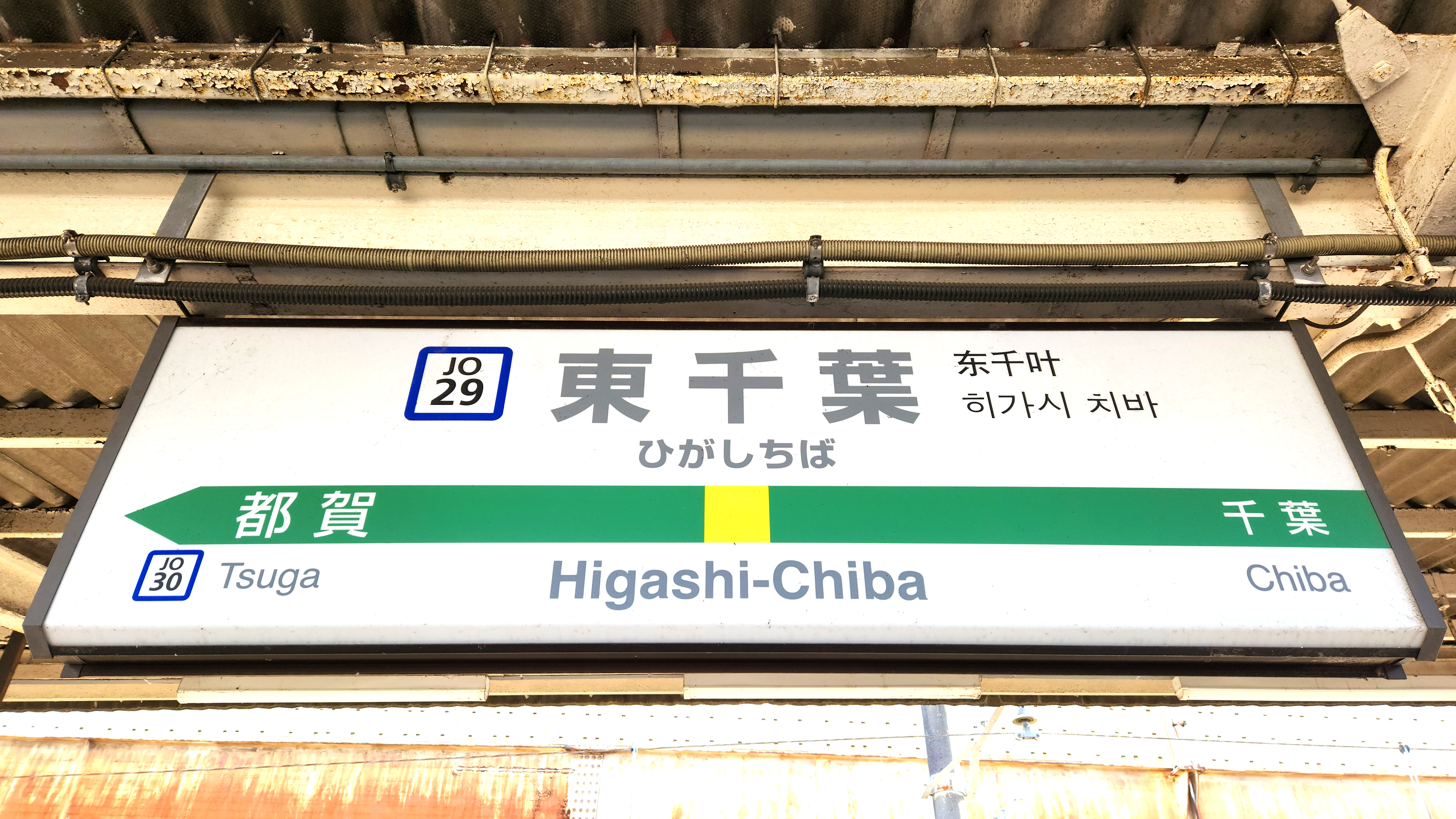
2番線駅名標（2023年12月）

## 利用状況
2023年（令和5年）度の1日平均乗車人員は2,763人である。
近年の1日平均乗車人員の推移は以下の通り。
| 年度               | 1日平均 乗車人員 | 出典     |
| ------------------ | ---------------- | -------- |
| 1990年（平成02年） | 2,409            | [ * 1 ]  |
| 1991年（平成03年） | 2,498            | [ * 2 ]  |
| 1992年（平成04年） | 2,529            | [ * 3 ]  |
| 1993年（平成05年） | 2,631            | [ * 4 ]  |
| 1994年（平成06年） | 2,709            | [ * 5 ]  |
| 1995年（平成07年） | 2,678            | [ * 6 ]  |
| 1996年（平成08年） | 2,657            | [ * 7 ]  |
| 1997年（平成09年） | 2,565            | [ * 8 ]  |
| 1998年（平成10年） | 2,492            | [ * 9 ]  |
| 1999年（平成11年） | 2,348            | [ * 10 ] |
| 2000年（平成12年） | 2,240            | [ * 11 ] |
| 2001年（平成13年） | 2,181            | [ * 12 ] |
| 2002年（平成14年） | 2,132            | [ * 13 ] |
| 2003年（平成15年） | 2,176            | [ * 14 ] |
| 2004年（平成16年） | 2,115            | [ * 15 ] |
| 2005年（平成17年） | 2,113            | [ * 16 ] |
| 2006年（平成18年） | 2,096            | [ * 17 ] |
| 2007年（平成19年） | 2,120            | [ * 18 ] |
| 2008年（平成20年） | 2,071            | [ * 19 ] |
| 2009年（平成21年） | 2,098            | [ * 20 ] |
| 2010年（平成22年） | 2,114            | [ * 21 ] |
| 2011年（平成23年） | 2,130            | [ * 22 ] |
| 2012年（平成24年） | 2,155            | [ * 23 ] |
| 2013年（平成25年） | 2,186            | [ * 24 ] |
| 2014年（平成26年） | 2,241            | [ * 25 ] |
| 2015年（平成27年） | 2,275            | [ * 26 ] |
| 2016年（平成28年） | 2,299            | [ * 27 ] |
| 2017年（平成29年） | 2,388            | [ * 28 ] |
| 2018年（平成30年） | 2,568            | [ * 29 ] |
| 2019年（令和元年） | 2,646            | [ * 30 ] |
| 2020年（令和02年） | 2,286            |          |
| 2021年（令和03年） | 2,348            |          |
| 2022年（令和04年） | 2,510            |          |
| 2023年（令和05年） | 2,763            |          |

## 駅周辺

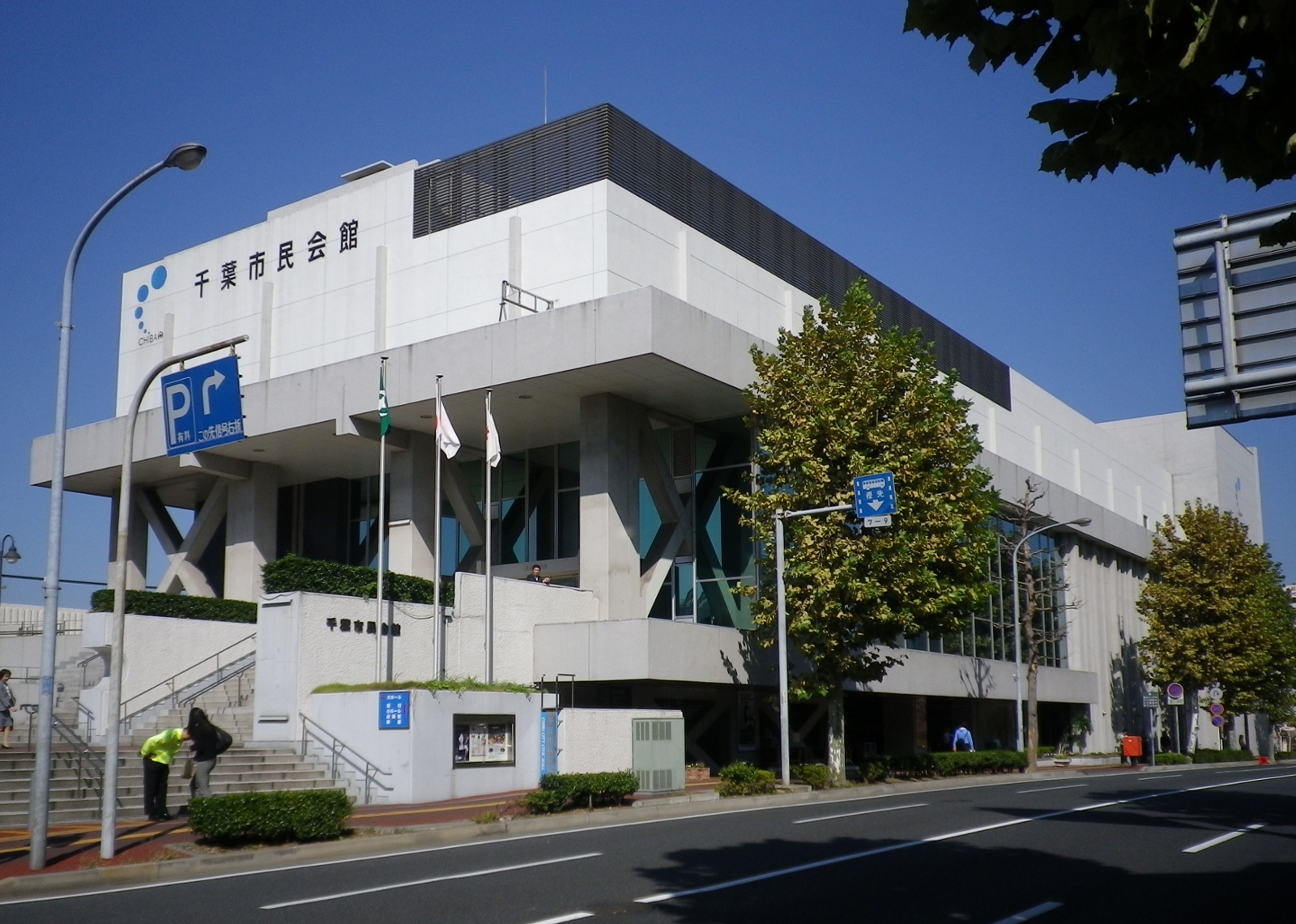
千葉市民会館

- 南口
  - 椿森陸橋（国道126号）への通路
  - 千葉県道40号東千葉停車場線
  - 千葉市民会館
  - 千葉東税務署
  - 動力車会館
  - 千葉市立院内小学校
  - ライフケア千葉会堂
  - 千葉院内郵便局
  - 栄町通り・千葉神社
  - オーケー 千葉中央店
  - ドン・キホーテ 千葉中央店
- 北口
  - 千葉公園
  - 国立病院機構千葉医療センター
  - 関東財務局千葉財務事務所
  - 日本たばこ産業千葉支店
  - 千葉都市モノレール千葉公園駅

## 隣の駅
東日本旅客鉄道（JR東日本）
※臨時快速「BOSO BICYCLE BASE」の停車駅は当該記事を参照のこと。

■総武本線・■成田線（成田線は佐倉駅まで総武本線）
■快速
通過
■■普通（各駅停車）
千葉駅 (JO 28) - 東千葉駅 (JO 29) - 都賀駅 (JO 30)

#### 報道発表資料
1. 1 2  『千葉～成田空港駅間へ「駅ナンバリング」を導入します 東京2020オリンピック・パラリンピック競技大会を見据え、よりわかりやすくご利用いただける駅を目指します』（PDF）（プレスリリース）東日本旅客鉄道千葉支社、2018年1月26日。オリジナルの2020年12月14日時点におけるアーカイブ。2020年12月14日閲覧。
2. ↑  “Suicaご利用可能エリアマップ（2001年11月18日当初）” (PDF).   東日本旅客鉄道. 2019年7月27日時点のオリジナルよりアーカイブ。2020年4月24日閲覧。

#### 新聞記事
1. 1 2  “東千葉駅〔総武本線）店開き”. 朝日新聞 (朝日新聞社):  p. 朝刊 千葉版. (1965年12月21日)
2. ↑  “エレベーター運用開始 東千葉駅南口 連絡歩道も整備”. 千葉日報 (千葉日報社):  p. 14. (2008年3月18日)
3. ↑  “JR東千葉駅北口にエレベーター完成”. 千葉日報 (千葉日報社):  p. 14. (2009年1月5日)
4. ↑  “JR東千葉駅、駅舎の屋根めくれ上がる 強風の影響で”. 朝日新聞. (2019年9月9日).  オリジナルの2019年10月28日時点におけるアーカイブ。 2020年3月25日閲覧。

#### 利用状況に関する資料
1. ↑  千葉県統計年鑑 - 千葉県
2. ↑  千葉市統計書 - 千葉市

JR東日本の2000年度以降の乗車人員
1. 1 2 3  各駅の乗車人員（2023年度） - JR東日本
2. ↑  各駅の乗車人員（2000年度） - JR東日本
3. ↑  各駅の乗車人員（2001年度） - JR東日本
4. ↑  各駅の乗車人員（2002年度） - JR東日本
5. ↑  各駅の乗車人員（2003年度） - JR東日本
6. ↑  各駅の乗車人員（2004年度） - JR東日本
7. ↑  各駅の乗車人員（2005年度） - JR東日本
8. ↑  各駅の乗車人員（2006年度） - JR東日本
9. ↑  各駅の乗車人員（2007年度） - JR東日本
10. ↑  各駅の乗車人員（2008年度） - JR東日本
11. ↑  各駅の乗車人員（2009年度） - JR東日本
12. ↑  各駅の乗車人員（2010年度） - JR東日本
13. ↑  各駅の乗車人員（2011年度） - JR東日本
14. ↑  各駅の乗車人員（2012年度） - JR東日本
15. ↑  各駅の乗車人員（2013年度） - JR東日本
16. ↑  各駅の乗車人員（2014年度） - JR東日本
17. ↑  各駅の乗車人員（2015年度） - JR東日本
18. ↑  各駅の乗車人員（2016年度） - JR東日本
19. ↑  各駅の乗車人員（2017年度） - JR東日本
20. ↑  各駅の乗車人員（2018年度） - JR東日本
21. ↑  各駅の乗車人員（2019年度） - JR東日本
22. ↑  各駅の乗車人員（2020年度） - JR東日本
23. ↑  各駅の乗車人員（2021年度） - JR東日本
24. ↑  各駅の乗車人員（2022年度） - JR東日本

千葉県統計年鑑
1. ↑  千葉県統計年鑑（平成3年）
2. ↑  千葉県統計年鑑（平成4年）
3. ↑  千葉県統計年鑑（平成5年）
4. ↑  千葉県統計年鑑（平成6年）
5. ↑  千葉県統計年鑑（平成7年）
6. ↑  千葉県統計年鑑（平成8年）
7. ↑  千葉県統計年鑑（平成9年）
8. ↑  千葉県統計年鑑（平成10年）
9. ↑  千葉県統計年鑑（平成11年）
10. ↑  千葉県統計年鑑（平成12年）
11. ↑  千葉県統計年鑑（平成13年）
12. ↑  千葉県統計年鑑（平成14年）
13. ↑  千葉県統計年鑑（平成15年）
14. ↑  千葉県統計年鑑（平成16年）
15. ↑  千葉県統計年鑑（平成17年）
16. ↑  千葉県統計年鑑（平成18年）
17. ↑  千葉県統計年鑑（平成19年）
18. ↑  千葉県統計年鑑（平成20年）
19. ↑  千葉県統計年鑑（平成21年）
20. ↑  千葉県統計年鑑（平成22年）
21. ↑  千葉県統計年鑑（平成23年）
22. ↑  千葉県統計年鑑（平成24年）
23. ↑  千葉県統計年鑑（平成25年）
24. ↑  千葉県統計年鑑（平成26年）
25. ↑  千葉県統計年鑑（平成27年）
26. ↑  千葉県統計年鑑（平成28年）
27. ↑  千葉県統計年鑑（平成29年）
28. ↑  千葉県統計年鑑（平成30年）
29. ↑  千葉県統計年鑑（令和元年）
30. ↑  千葉県統計年鑑（令和2年）